# Hohe Straße 38 (Quedlinburg)
Das Haus Hohe Straße 38 war ein historisches Fachwerkhaus in Quedlinburg. Es wird als verlorengegangenes wichtiges Gebäude der heute zum UNESCO-Weltkulturerbe gehörenden Stadt betrachtet.

## Lage

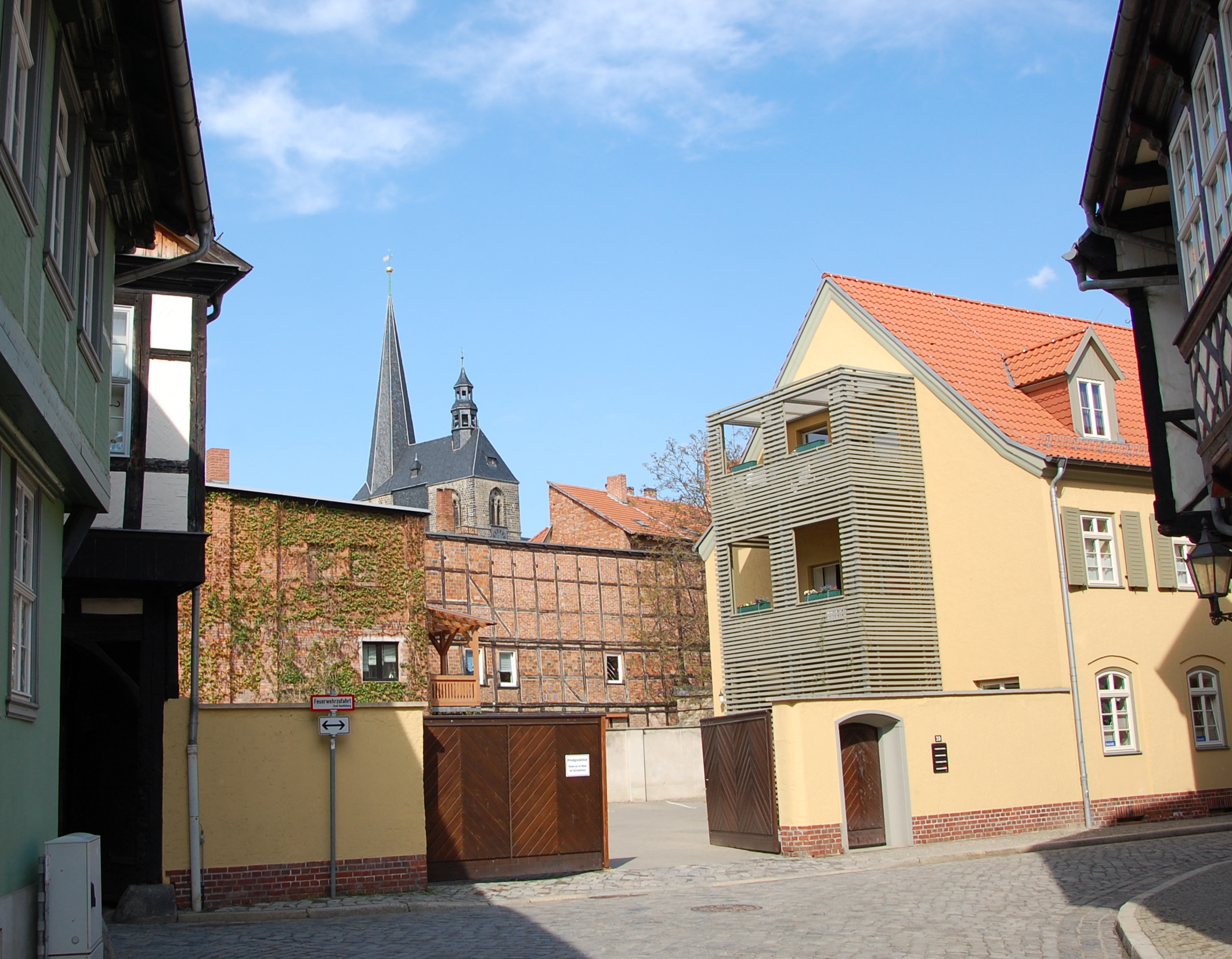
Grundstück Hohe Straße 38, Aufnahme 2013

Es befand sich westlich des Quedlinburger Marktes in der historischen Quedlinburger Altstadt, an der Einmündung der Straße Weingarten auf die Hohe Straße.

## Architektur und Geschichte
Das zweigeschossige Fachwerkhaus entstand im Jahr 1529. Bedeckt war das Gebäude mit einem hohen steilen Dach. Das Fachwerk war in der Form der Ständerreihung errichtet. Die Breite umfasste sieben Gebinde. Es bestanden Brüstungshölzer. Die Balkenköpfe waren in Birnstabform gestaltet. An der Stockschwelle befand sich eine Inschrift in gotischer Minuskelschrift mit der Jahreszahl 1529. Im Übrigen war die Stockschwelle mit einer aus einem Trapezprofil geformten spitzen Schiffskehle verziert. Am Gebäude befanden sich lange, figürlich beschnitzte Knaggen. 1934 wurde das Haus abgerissen. Zu diesem Zeitpunkt waren noch drei Knaggen erhalten. Die westlichste der Knaggen stellte eine Narrenfigur dar. Sie wurde beim Abriss geborgen und in ein Museum überführt.
Heute (Stand 2013) ist die Fläche unbebaut.